# الجمهورية العربية الصحراوية الديمقراطية
الجُمهورية العَربية الصَحراوية الدِيمقرَاطية هي دولة عربية ذات اعتراف محدود. تقع في غرب إفريقيا على المحيط الأطلسي يحدها من الشمال المغرب ومن الشرق الجزائر ومن الجنوب موريتانيا ومن الغرب المحيط الأطلسي. أعلنت جبهة البوليساريو قيام الجمهورية العربية الصحراوية في 27 فبراير عام 1976 وشكلت أول حكومة صحراوية برئاسة محمد الأمين أحمد في 6 مارس 1976 وضمت عدداً من الوزارات الميدانية التي سارعت إلى تنظيم واستكمال الهياكل التنظيمية والإدارية. تسيطر البوليساريو على نسبة تتراوح من 20% حتى 25% من الإقليم المتنازع عليه،  تطلق الحكومة الصحراوية على هذه المناطق «المناطق المحررة» أو «المنطقة الحرة». أما المنطقة المتبقية المتنازع عليها من الصحراء فتُديرُها الحكومة المغربية وتطلق عليها اسم الأقاليم الجنوبية. تعتبر الحكومة الصحراوية المنطقة الخاضعة تحت الحكم المغربي منطقةً محتلة، وبالمقابل فإن الحكومة المغربية تعتبر المناطق الواقعة تحت سيطرة حكومة الجمهورية الصحراوية منطقة عازلة. تعد مدينة العيون العاصمة التي تزعمها الجمهورية الصحراوية ولكن نقلت حكومة الجمهورية الصحراوية العاصمة المؤقتة من بئر لحلو إلى تفاريتي عام 2008.[بحاجة لمصدر]
تقيم الجمهورية الصحراوية علاقات دبلوماسية مع 38 بلد تعترف بها معظمها دول إفريقية والباقي دول ذات توجه شيوعي، وتتمتع بعضوية كاملة في الاتحاد الإفريقي. لكن جبهة البوليساريو ليست عضوا في الأمم المتحدة ولا جامعة الدول العربية.

## جغرافيا
تقع الجمهورية العربية الصحراوية الديمقراطية في شمال غرب إفريقيا، على ساحل المحيط الأطلسي، يحدها من الشمال المغرب ومن الشرق الجزائر وموريتانيا، وتعتبر الجمهورية العربية الصحراوية الديمقراطية الواجهة المباشرة لجزر الكناري ويبلغ طول حدودها 2045 كلم حيث يبلغ طولها مع موريتانيا 1570 كم ومع المغرب 430 كم ومع الجزائر 45 كم.

## السكان
بلغ عدد سكان الصحراء الغربية حوالي 585,502 نسمة حسب إحصائيات سبتمبر 2010، وحسب الإحصاءات الرسمية المغربية المعلنة بتاريخ 30 آذار/مارس 1966، عدد السكان الإجمالي يبلغ وفق ما جاء في هذا الإحصاء 97376 نسمة نصفهم مهاجر خارج حدود الصحراء الغربية، فإن موزع السكان محدد على الشكل التالي:
1. منطقة إقليم الطرفايا: 27976 نسمة من المهاجرين.
2. الساقية الحمراء ووادي الذهب: 48400 نسمة من المقيمين.
3. موريتانيا: 9000 نسمة من المهاجرين.
4. تندوف: 1200 نسمة من المهاجرين.

يتناقض هذا الرقم مع إحصاء الأمم المتحدة 1980 الخاص بالمهاجرين. فحسب إحصاءات الأمم المتحدة، يبلغ عدد المهاجرين الصحراويين خلال العشرين عاماً الماضية ما يلي: 30000 في المغرب، 4000 في موريتانيا و2400 في الجزائر.
من بين هذه الإحصاءات جميعها، يبدو الإحصاء الإسباني الأكثر عملية. وبوصفها القوة المسيطرة في الصحراء، وتقوم بتنفيذ إستراتيجية استيطان، فإن إسبانيا كانت ملزمة بإجراء إحصاء دقيق للسكان المحليين. عملية الإحصاء تمت بالهليكوبتر وشملت كل الصحراويين المقيمين والمرتحلين. وفي عام 1974 نشرت الحكومة الإسبانية إحصاء للسكان يشمل فقط المقيمين ويستثني اللذين هاجروا بعد عام 1958، ويتضمن الجدول التالي:
1. العدد الإجمالي للسكان: 73497 من المقيمين في الصحراء.
2. عدد الذكور: 38336.
3. عدد الإناث: 35161.
4. عدد الأشخاص الذين تتجاوز أعمارهم سن السابعة عشرة بلغ 35909، أي ما يقارب النصف، من بينهم 18876 من الذكور و17033 من الإناث.

طال الإحصاء الإسباني أيضا عدد أفراد كل قبيلة وعدد أفراد كل مدينة وقرية في الصحراء الغربية، حسب التقييم القبلي للأفراد المقيمين داخل الإقليم، أي أن عدد أفراد القبيلة ليس كاملا لوجود فروع لها خارج الصحراء الغربية، فإن هذا الإحصاء يقدم الجدول التالي:
ازرقيون 19000، أولاد الدلايم 11000، العروسيون 4500، أولاد تيدرارين 1000، آيت الحسن 3000، ايكوت 1000، توبالت 600، مجاط 450، أهل الشيخ ماء العينين 2500، فيلالا 200، لادايكه 500، لميار 700، شناغلة 100، آيت موسى 150، أولاد بوعسيطة 40، أولاد بو السباع 15، آزوافيد 80، ايمراكوين 40.
سكان الإقليم من العرب الحسانيين، نسبة لبني حسان، اللهجة العربية المتداولة في الإقليم هي اللهجة الحسانية ويغلب في المنطقة الإسلام على مذهب الإمام مالك.

## تاريخ
في القرنين الثاني والثالث من الميلاد أحدث الاجتياح الروماني لمناطق شمال إفريقيا تخلخلاً في التركيبة الديمغرافية لسكان الصحراء الغربية، حيث قدمت من صحراء ليبيا ومناطق الشمال قبائل صنهاجة وزناتية البربرية واستقرت في الصحراء الغربية، وفي مطلع القرن الثامن وصلت هجرات عربية من شبه الجزيرة العربية إلى أرض الصحراء الغربية حاملة معها رسالة الإسلام. وقد قوبل الدين الجديد بقبول كبير من القبائل المحلية وانتشر بينها.
وكان لدور الداعية الإسلامي الشيخ عبد الله بن ياسين أهمية كبيرة في تاريخ المنطقة، فبفضله عم المذهب المالكي الصحراء الغربية. كما رسخ المسلمون في بلاد الصحراء أساس نظام اجتماعي متطور وأنعشوا الحياة الاقتصادية هناك، وخاصة تجارة الذهب من مالي التي كانت تعرف في ذلك الوقت باسم السودان.
وتوالت الهجرات العربية إلى الصحراء الغربية خلال الفترة ما بين القرنين القرن الحادي عشر والقرن الخامس عشر. فوصلت إليها قبائل من بني حسان وبني هلال عن طريق مصر وتغلغلت بواسطة سيطرتها في منطقة الساقية الحمراء ووادي الذهب ومجمل أراضي موريتانيا. وبفضل شدتها تزايد نفوذها وطبعت المنطقة بطابعها العربي الإسلامي.

مظاهرة بمدريد سنة 2007 للمطالبة بالاستقلال التام للصحراء الغربية.

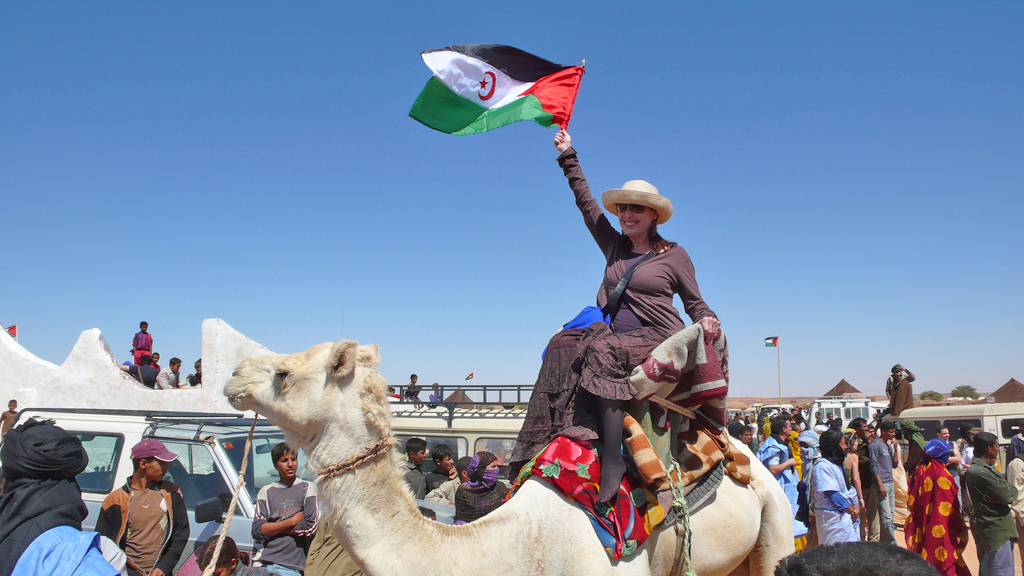
الإسبانية فيرونيكا فوركه بالمنطقة العازلة مؤيدة لاستقلال الصحراء الغربية.

عُرف الصحراويون قديما بنظامهم المتميز والمتمثل في مجلس أيت أربعين، بمعنى حكم الأربعين، وهو عبارة عن مجلس لأعيان القبائل تتم العضوية فيه على أساس الترشيح القبلي ورئاسته متداولة بين الأعضاء، وتصدر قراراته بالإجماع طبقا للأعراف والتقاليد وعلى قاعدة الشريعة الإسلامية.
أيت أربعين هي السلطة العليا التي تضم في تشكيلتها وجهاء الأعيان من كل القبائل الذين تفويضهم لتمثيلها. ويقوم المجلس بسن القوانين الملزمة للجميع ويسهر على الدفاع عن الوطن، وتأمين المراعي، وحضانة أبار المياه، والحفاظ على ألأماكن الصالحة للحرث والإشراف على توزيعها وحدود التماس مع الجيران. كما أنه مفوض للتفاوض باسم القبائل. وقد تختلف التأويلات لمعنى الاسم (أيت أربعين) أو مجلس الأربعين كما يسميه البعض، فهناك من يرى أن الاسم يدل على عدد الأعضاء حيث أنه كان يتكون من أربعين عضوا. وهناك من يرى أن كلمة أربعين مرتبطة بعمر العضو حيث لا تمكن العضوية في المجلس إلا بعد بلوغ سن الأربعين.
وهناك الكثير من المراجع تشير إلى تراث أيت أربعين المكتوب، ومنها ما ذكره الإسباني خليو كاروباروخا في كتابه دراسات صحراوية وكتاب جامع المهمات لمؤلفه محمد سالم لحبيب الحسين، ونورد هنا نموذجا من التشريع الذي تبنته أيت أربعين في وثيقة مؤرخة في 24 ذو الحجة 1165 هجرية، والتي يؤكد فيها المجلس على أنه من بين الأسباب التي دعت إلى قيامه:
1. ـ إقامة حدود الله.
2. ـ عدم وجود سلطان في الأرض غير سلطان القبائل.
3. ـ أهمية السلطة لما توفره من أمن وحماية للجميع.

وفي ما يلي مقتطفات من الوثيقة المذكورة:... (وجعلوا أيضا فرائض فرضوها على من تحدى وخالف ما هو الأصلح بهم عقوبة له إذ لا يردع ولا يجزا إلا بها). ونذكر من بين هذه العقوبات ما يلي:
1. ـ من أتلف حرث غيره فعقوبته 5 مثاقيل فضة.
2. ـ من سل مكحلة (من أشهر سلاح) في وجه أحد فعقابه خمسة مثاقيل فضة، وإن جرحه فابن لبون من الإبل.
3. ـ من أكل أموال آخر ظلما فعقوبته وعقوبة من يساعده أبن لبون من الإبل لكل واحد ويرد للمظلوم ما أخذ منه.
4. ـ من منع الشريعة (أي دعاه القاضي ولم تستجب) يغرم بعشرة مثاقيل فضة.
5. ـ كل قبيلة تعلن العداوة لقبيلة أخرى تدفع عشرة نوق (عشراوات).

هذه البنود القانونية التي يعود تاريخها إلى أكثر من قرنين ونصف من الزمن تبرهن أن الصحراويين لا يقبلون الفوضى ويرفضون شريعة الغاب. وكل دارس متأني سيجد أنها تمجد الإنسان والقيم الأخلاقية وتكتسي طابع شمولي وارتباط عميق بالشريعة الإسلامية الحنيفة كمرجع أساسي وعادات وتقاليد شعب عربي نبيل في تعامله ومعاملاته كعماد وركيزة ثابتة.
وبالرغم من صعوبة الظروف الطبيعية وتخلف وسائل الحياة عموما، قاوم الشعب الصحراوي العديد من المحاولات الأجنبية التي سببها الطمع في القوافل التجارية قديما والبحث عن مواقع إستراتيجية على شواطئ إفريقيا التي اتجهت إليها الأنظار بعد النهضة الأوروبية ونظرا للأهمية الإستراتيجية للصحراء الغربية والمتمثلة في:
1. ـ موقع جغرافي يربط إفريقيا بأوروبا.
2. ـ قربها من جزر الكناري الإسبانية.
3. ـ شواطئ غنية بمختلف أنواع الأسماك.
4. ـ قنطرة عبور للقوافل التجارية شمالا وجنوبا.

هذه الأسباب وغيرها تفسرها المحاولات الاستعمارية المتتالية على الصحراء الغربية، على مر القرون الماضية والتي نذكر منها:

### القرن الخامس عشر والسادس عشر
وصول البعثات الاستكشافية الأوروبية إلى الصحراء الغربية، اهتمام البرتغال، وقوى أوروبية أخرى بالصحراء الغربية، تجارة الذهب وريش الطيور والصمغ العربي.
- 1478: بناء أول مركز إسباني في الصحراء الغربية.
- 1572: دخول بعثات استكشافية كنارية في الصحراء الغربية.
- 1638: احتل الهولنديون إقليم وادي الذهب (Rio de Oro)، وهي التي تحكم فيها الإنجليز بشكل مؤقت عام 1665 م.
- 1727: الهولنديون يسلمون الإقليم إلى الفرنسيين.
- 1767: توقيع معاهدة مراكش بين السلطان المغربي محمد بن عبد الله والملك الإسباني كارلوس الثالث، التي يقر فيها السلطان المغربي بأن لا سيادة له بعد وادي نون.

### أواخر القرن الخامس عشر والقرن السادس عشر
ظهور أوائل الإسبان على سواحل الصحراء الغربية، الذين انطلقوا من جزر الكناري للقيام بالنشاطات نفسها التي قام بها البرتغاليون 1444 ـ المغاربة 1583 ـ الإيطاليون 1869 ـ الإنجليز 1872 ـ البلجيكيون1875 ـ الفرنسيون 1880 ـ الألمان 1883 ـ الإسبان 1884
مع نهاية القرن الرابع عشر، وصلت جماعات من البرتغاليون والإسبان إلى شواطئ الصحراء الغربية يحذوهم الأمل في الهيمنة على الطريق التجارية الصحراوية والسيطرة على منجم الذهب في مالي، وقد واجهتهم القبائل الصحراوية. ثم كان الاتفاق الأسباني ـ البرتغالي المعروف بمعاهدة (ترويسياس) وفيها حصلت إسبانيا على حق إخضاع المنطقة الصحراوية.
والواقع أن علاقة إسبانيا بالمنطقة تعود إلى سنة 1525، حيث كان البحارة الكناريون يقومون بالتبادل التجاري (المقايضة) مع سكان الساقية الحمراء ووادي الذهب، وبموجب هذا الاحتكاك أصبح بعض السكان على إلمام نسبي باللغة الإسبانية.
ثم جاء مؤتمر برلين عام 1884 وفيه اقر الأوروبيون لأسبانيا بحقها في استعمار إقليم الساقية الحمراء ووادي الذهب. وبذلك حصل الأسبان على ما كانوا يحتاجونه لتشريع احتلالهم لمنطقة الصحراء الغربية.
دام النفوذ الإسباني الذي تحول لاحتلال من 1883 حتى 1973 تاريخ جلاء الإسبان من المنطقة.

## النزاع مع المغرب
جزء كبير من الصحراء الغربية يقع تحت حكم المغرب، حيث تطالب جبهة البوليساريو باعتراف المجتمع الدولي بسيادتها على الصحراء الغربية. وبعد نزاع مسلح مع جبهة المغرب، لجأ الطرفين للحوار تحت مظلة الأمم المتحدة.
حاولت منظمة الأمم المتحدة تنظيم استفتاء لتقرير المصير منذ 1991 تحت غطاء بعثة الأمم المتحدة لتنظيم الاستفتاء في الصحراء الغربية (المينورسو)؛ الخلاف بين المغرب والبوليساريو حول كيفية تطبيق الاستفتاء ومن يحق له التصويت (تحديد الهوية) أدى إلى تأخير الاستفتاء طويلا، كما وجهت اتهامات متبادلة بتوطين الأفراد في منطقة الصحراء ومخيمات تندوف للتأثير على التصويت، أدت هذه المشاكل إلى اعتبار المغرب خيار الاستفتاء صعب التطبيق واقترح الحكم الذاتي كحل وسط وقابل للتطبيق لحل النزاع ولاقى استحسانا دوليا واسعا.لكن البوليساريو رفضت خوفا من محاولات الأنتقام من طرف الجيش المغربي ومحاولته تصفية قياديها وهذا لخبرتها الكبيرة به.
تقيم البوليساريو علاقات مع العديد من البلدان خاصة الدول الإفريقية جنوب الصحراء فضلا عن عضويتها الكاملة في منظمة الوحدة الإفريقية مما دفع المغرب للانسحاب منها ثم عودة المغرب للإتحاد الإفريقي سنة 2017، ولكن جبهة البوليساريو ليست عضوا في الأمم المتحدة ولا جامعة الدول العربية.
حسب تصريح لكوفي عنان الأمين العام السابق للأمم المتحدة نشر في تقرير سنة 2006، فإنه لا يوجد أي بلد عضو في الأمم المتحدة يعترف بسيادة المغرب على الصحراء الغربية.
يرى البعض أن النزاع امتداد لحرب الرمال الحدودية بين الجزائر والمغرب.

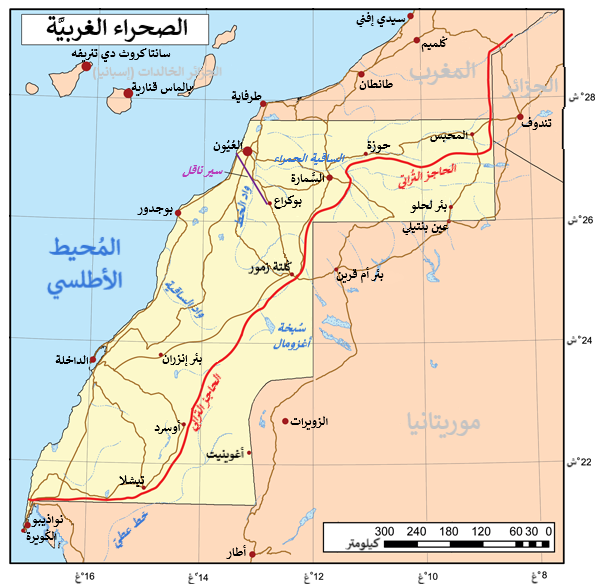
الصحراء الغربية وخط الفصل بين المغرب والبوليساريو، المنطقة الشرقية للإقليم هي المنطقة العازلة حسب المغرب والأمم المتحدة، أما البوليساريو فتعتبرها أراض محررة.

### إعلان الاستقلال وقيام الجمهورية

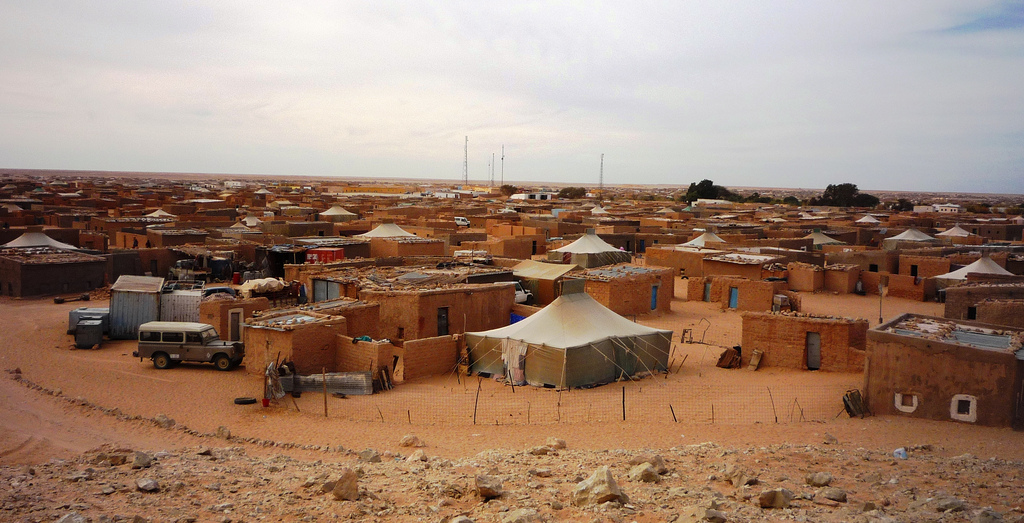
مخيمات اللاجئين الصحراويين بتندوف الجزائرية.

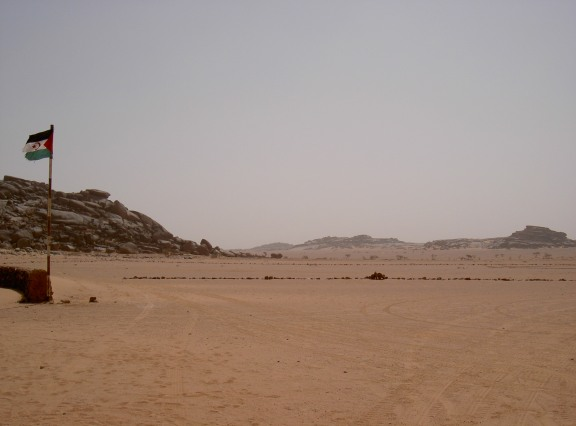
الحدود في الصحراء الغربية بين المنطقة المحررة والمنطقة الواقعة تحت سيطرة المغرب.

أعلن المجلس الوطني الصحراوي المؤقت باسم الشعب العربي الصحراوي عن قيام دولة مستقلة ذات سيادة وطنية تسمى الجمهورية العربية الصحراوية الديمقراطية في 27 فبراير 1976 ومن بين ما جاء في بيان الإعلان:
يعلن للعالم أجمع، على أساس الإرادة الشعبية الحرة، القائمة على دعائم الاختيار الديمقراطي، عن قيام دولة حرة مستقلة، ذات سيادة وحكم وطني ديمقراطي عربي وحدوي الاتجاه، إسلامي العقيدة، تقدمي المنهج، تسمى الجمهورية العربية الصحراوية الديمقراطية.

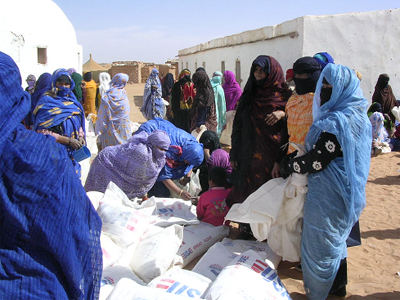
لاجؤون صحراويون بالجزائر.

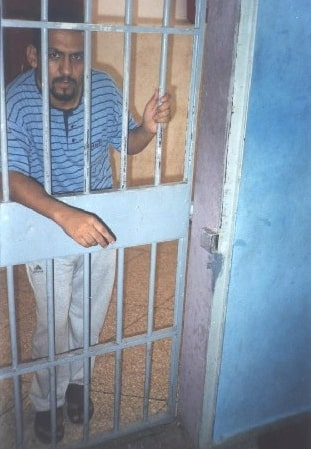
المدافع الحقوقي الصحراوي علي سالم تامك في سجن أيت ملول بالمغرب.

## التقسيمات الإدارية
جرى تقسيم الجمهورية إلى خمس مناطق:

### إقليم الساقية الحمراء
في الشمال ويعرف أيضا باسم النهر الأحمر نسبة إلى نهر موسمي يجتاز الإقليم لمسافة 500 كلم، ويغذيه عدد من المسيلات المائية تنمو على امتداداتها المراعي وحقول الذرة الصفراء والشعير، وتتبع هذا الإقليم العيون والسمارة، وتأخذ تضاريس الإقليم شكل مرتفعات جبلية تكسو الأشجار أوديتها كما في وادي اكسات، ويتوفر مخزون مهم من المياه الجوفية في موقع «اخشاش»، إضافة إلى وجود أماكن أثرية نادرة تعود إلى عصور ما قبل التاريخ، وهناك أيضا أودية رملية رطبة في ادميري والفرنان وبن داكة وبن زكا، وتنتشر الواحات الصفراء في المسيد والدورة ووديان الحقونية واطبيلة، وينعم إقليم الساقية الحمراء بأمطار وفيرة، ومناخ معتدل، ويبلغ متوسط الحرارة فيه 25 درجة مئوية.

### إقليم زمور وسط – شرق
هو إقليم ذو طبيعة جبلية قاسية، مناخه قاري جاف تتفاوت درجات الحرارة فيه بشكل حاد إذ بينما تزيد في النهار عن 45 درجة مئوية تنخفض في الليل إلى ما دون الصفر.
تتناثر على سفوح مرتفعات «القلتة» سبخات الملح، وبخاصة في «امات اللحم» و«امغالا» و«وين ترغت»، وتتوزع مراكز المياه بين «تاشكتنت» و«تنواكه» و«ايمليلي» و«تاغرزيمت».

### إقليم تيرس جنوب – شرق
مناخه شبه صحراوي وطبيعته شبه متباينة، بعض مرتفعاته جرداء عبارة عن صخور متبعثرة، وبعضها الآخر مغطى بالشجيرات الحراجية، اما «وادي الجنة» التابع لجبال «لغلات» فهو كثيف الأشجار.

### إقليم ادرار سطف وسط – غرب
يسوده مناخ قاري شبه صحراوي، يتشكل قسمه الشرقي من سلسلة جبال صخرية يصل ارتفاعها لحوالي 500 متر.

### إقليم الساحل
شريط ساحلي طوله 1200 كلم يحاذي شاطئا وعرا كثير الخلجان، ويتمتع هذا الإقليم بجو معتدل – رطب، وتغطي كثبان الرمل مساحات واسعة من جزئه الغربي، بينما ترتفع الجبال في جزئه الشرقي بشكل أفقي لتصل إلى ارتفاع ثلاثة آلاف متر.
أما المنطقة الساحلية فهي سطحية وذات مناخ جاف، ومعتدل في بعض الأماكن، وتلتقي عند البحر في شكل منحدر في غالب الأحيان. المياه الساحلية قليلة العمق، ويميز السواحل وجود حواجز رملية كثيرة وزوابع بحرية ناتجة عن التيارات الهوائية القادمة من جزر الكناري.

## الاقتصاد

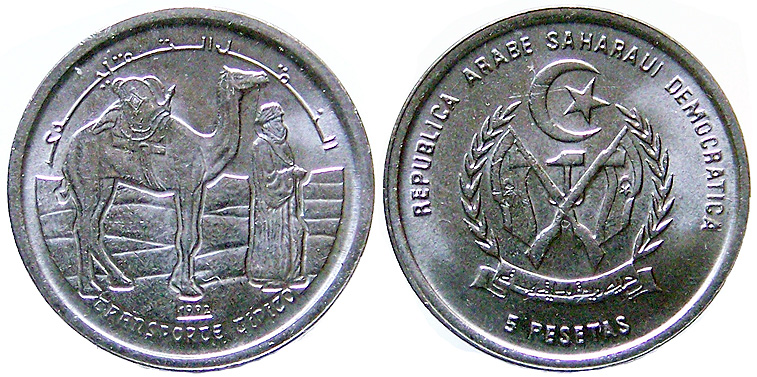
قطعة نقدية من فئة 5 بيزيتا صحراوية (العملة الرسمية للجمهورية العربية الصحراوية الديمقراطية).

تميزت الصحراء الغربية قبل وصول الإستعمار للمنطقة ببنية اجتماعية واقتصادية تركزت على الاكتفاء الذاتي المبني على الاقتصاد الطبيعي، مما أعطى للصحراويين نوعا من الإستقلالية في نمط حياتهم عن المحيط الجغرافي وأهلهم لبناء علاقات اقتصادية مع الدول الأخرى عبر القوافل التجارية. وقد استهدفت هذه الإستقلالية من طرف الإستعمار وذلك عن طريق تحطيم النمط الرعوي الذي شكل طيلة قرون البنية الأساسية للاقتصاد المحلي.
كانت حياة المجتمع الصحراوي كما هو معلوم تعتمد على النمط الرعوي وخاصة على تربية الإبل كمصدر رئيسي للوجود في مناخ صحراوي، بالإضافة إلى التجارة والصيد البحري والفلاحة الموسمية والتفنن في الصناعة التقليدية. ولقد استخدمت الإبل في الصحراء الغربية في القرن الأول الميلادي ومنذ ذلك الوقت وهي تعتبر أهم مورد طبيعي للبدو، كما أنها اعتبرت العنصر الأساسي في الاقتصاد التقشفي بحكم قدرتها على تحمل المشقات والتأقلم مع الظروف الصعبة للصحراء وتدجينها السهل. وكان السكان يستفيدون من جلدها في صناعة مستلزماتهم الضرورية ويعتمدون في عيشهم على حليبها ولحمها ويصنعون الخيام من أوبارها. كل هذه العناصر شكلت نمطا اقتصاديا يتماشى مع مقتضيات المرحلة آنذاك وساعد في توفير المتطلبات الأساسية للتبادل التجاري داخل السوق المحلية، علما أن المواشي كانت تستخدم في عملية التبادل التجاري الأساسية، بينما في دول أخرى مثل النيجر ومالي وتشاد كان الملح الحجري هو الأهم، الذي يُنقل إليها عبر القوافل التجارية من تخوم الصحراء الغربية، بل لعب في بعض الأحيان دور النقود بهذه البلدان وما زال يكتسي أهمية كبيرة في أيامنا الحالية.
ومن خلال هذه العلاقات التجارية تمكن الصحراويون من رسم نظام تبادلي بين سكان المناطق الداخلية (أصحاب المواشي) وسكان الشواطئ (صيادي الأسماك) من جهة وبين السكان المحليين مع العالم الخارجي للحصول على بضائع غير متوفرة أصلا في المنطقة من جهة أخرى وكانت هذه القوافل المكونة من آلاف الجمال هي الركيزة الأساسية في التبادل التجاري، إذ كانت تحمل معها الملح والجلود والصمغ العربي وريش النعام وتعود محملة بالذهب والقماش والأسلحة والمواد الغذائية (خصوصا السكر والشاي) والسجاد وغيرها. ولقد استمر الصحراويون على هذا الحال طيلة قرون، مما ساعدهم في خلق نمط اقتصادي يتماشى مع ظروفهم الخاصة ووفر لهم نوعا من الإستقلالية والحرية بعيدا عما تمليه دوائر الحياة الحضرية. لكن هذه الإستقلالية بدأت في التناقص عندما تزايد اهتمام الأوروبيين بالمنطقة كموقع جغرافي إستراتيجي يربط إفريقيا بأوروبا.
إن الاستعمار الأسباني إستهدف مصادر الاكتفاء الذاتي للمستعمرات لشل استقلالها ولوقف عملية النمو الطبيعي لها، فإن فرنسا منذ أن وطأت أقدامها المنطقة حاولت جاهدة الاحتواء والسيطرة على طرق القوافل التجارية التي كانت تمول السوق المحلية بالسلع المختلفة وهو ما كان أحد الأسباب التي قادت إلى نشوب حرب ضارية بين فرنسا والصحراويين دامت حقبة طويلة من الزمن، مما هيأ فرصة ذهبية لإسبانيا لإقامة اتفاقيات تجارية مع أعيان القبائل في الساقية الحمراء ووادي الذهب، بمقتضاها حصلت فيما بعد على «الحق» في مؤتمر برلين 1884 لبسط سيطرتها الاستعمارية على الصحراء الغربية.

### موارد الطاقة
تزخر أراضي الصحراء الغربية باحتياطات واعدة من النفط والغاز والفحم الحجري وهو ما دفع منذ الستينيات من القرن الماضي بالعديد من الشركات الأجنبية إلى البحث والتنقيب والكشف الاستشعاري في عدة مناطق، لكن ظروف عدم الاستقرار في المنطقة دفعت هذه الشركات إلى كتم نتائج استكشافاتها في انتظار فرص أفضل تمنح الأمن والسلام للاستثمار في الصحراء الغربية. وتؤكد الدراسات والبحوث الجيولوجية الموجودة أن أراضي الصحراء الغربية تتربع على ثلاثة أحواض رسوبية منها حوضان ساحليان (حوض العيون- الطرفاية والحوض الموريتاني السينيغالي)، كلها تمتلك مواصفات وتركيبة جيولوجية تسمح بوضعها في مصاف الأحواض البترولية، ويفسر الاهتمام المتزايد من قبل الشركات الأجنبية على أن هذه العمليات المتكررة للبحث عن النفط في المياه الإقليمية (offshore) من الصحراء الغربية دليل قاطع على أن هذه الشواطئ تحتوي على حقول هامة من النفط، ناهيك عن اكتشاف الغاز الطبيعي بكميات تجارية بأوديات أم ركبة واحتياط كبير من البيتومين في حوضي العيون، ولعل أكبر دليل على احتواء المياه الصحراوية على إمكانيات بترولية واعدة هي عودة الشركات النفطية الدولية في نهاية القرن الماضي مثل انتربرايز اويل وإسسو وغيرها إلى نشاطها في القسم الشمالي من حوض العيون - الطرفاية وكذا قيام شركتي كير ماك جي الأمريكية بدراسات استكشافية إلى الغرب من رأس بوجدور على مساحة 110400 كلم مربع وتوتال فينال إلف الفرنسية باستكشافات ودراسات جيولوجية وجيوفيزيائية في منطقة الداخلة على مساحة قدرها 114556 كلم مربع.
إضافة إلى هذه المعطيات المتعلقة بالطاقة غير المتجددة فإن الدراسات المختلفة أثبتت أن الصحراء الغربية كذلك تتوفر على مصادر هامة من الطاقة المتجددة من الشمس والرياح والماء (مد وجزر المحيط)، مؤكدة هذه البحوث أن الطاقة الملتقطة من الشمس (ثابت الطاقة الشمسية) تتراوح من 210 إلى 250 وات على المتر المربع الواحد في اليوم، وهي كمية كافية لتوظيف هذا المورد في إنتاج طاقة كهربائية في تلك المناطق النائية من الوطن. أما فيما يتعلق بالطاقة المستمدة من الرياح فإن حظوظها أكبر بحيث أن كل الشاطئ الصحراوي يقع في تيار الأزور، الذي تهب منه رياح تتراوح سرعتها ما بين 3,6 إلى 11 متر في الثانية، مع العلم أن المعدل المطلوب لتحريك الآلات الخاصة بتوليد الطاقة الكهربائية من هذا المورد يجب ألا يقل عن 3 متر في الثانية أما الطاقة المتولدة من مياه المحيط ورغم رخصها بالمقارنة مع موارد الطاقة الأخرى فإن الكثير من الاختصاصيين يرى أن استعمالها في الأماكن الثرية بالأسماك قد يؤدي إلى خلل بيئي وبالتالي إلى تقليص أو القضاء على الثروة السمكية، التي تعتبر ركيزة أساسية في توفير الأمن الغذائي للبلد.
وفي إطار الاهتمام بميدان التنقيب عن الثروات الطبيعة، ولتأكيد المضي باتجاه تحقيق الاستقلال الوطني، وبسط السيادة على كامل الثروات الطبيعة في الأراضي الصحراوية، أعلنت الحكومة الصحراوية في مايو 2005 عن فتح مناقصة دولية لمنح رخص للتنقيب عن البترول والغاز والمعادن الأخرى في الصحراء الغربية، حيث وقعت مع الجمهورية العربية الصحراوية الديمقراطية في مارس 2006 تسع شركات بريطانية قدمت أحسن العروض لعقد اتفاقات للنفط والغاز.
وتسعى الدولة الصحراوية من خلال هذا التوجه، إلى المضي تدريجا إلى توسيع التعاون مع الأطراف الدولية التي أظهرت من خلال هذه العقود إيمانها بحتمية استقلال الشعب الصحراوي، وزيف الإدعاءات المغربية أيا كانت المناورات الظرفية والمشاريع التضليلية الجاهزة التي تحاول القفز على قرارات الشرعية الدولية.
وبموجب هذه الاتفاقات ستقوم الشركات الموقعة بعمليات استكشافية في تسع مناطق على الساحل الصحراوي (في المنطقة البحرية) وداخل التراب الصحراوي (في اليابسة) وهي حوزة، المحبس، بئر لحلو، الحقونية، ميجك، بوجدور، لكويرة والقلتة، وستصبح هذه العقود نافذة وتبدأ عمليات استغلال هذه الحقول التي ستكتشف فور تسوية القضية الصحراوية، وانخراط الجمهورية العربية الصحراوية الديمقراطية في منظمة الأمم المتحدة كبلد كامل السيادة على التراب الصحراوي وما يحتويه من ثروات.
والشركات الموقعة مع الجمهورية العربية الصحراوية الديمقراطية هي: بريمير أويل ليميتد، أوفير أويل إينرجي- ذات الأسهم الإنجليزية الأسترالية والجنوب إفريقية -، أوروبا أويل أند غاز، مغرب أكسبلوريشن لميتد، وسولا هيدروكربون ليميتد، نيتهوك إينرجي لميتد، أنكور أويل بي أل سي وكوميت بتروليوم ليميتد.

### الثروات المعدنية الصحراوية
إن اكتشاف مناجم غنية بالثروات الطبيعية في أراضي الصحراء الغربية أسالت لعاب المستعمر الإسباني ودفعته إلى البحث عن مستثمرين لاستغلالها، وهو ما حدا به إلى البدء في استخراج فوسفات منجم بوكراع، هذا المنجم الذي يحتوى على أكثر من 9% من الاحتياط العالمي للفوسفات وحوالي 15% من احتياطات القارة الإفريقية، كما أنه يعتبر أكبر منجم للفوسفات في العالم ويضع الصحراء الغربية في الترتيب الثالث بعد المغرب والولايات المتحدة.
ولقد بدأ الإنتاج الصناعي للفوسفات في الصحراء الغربية في العام 1974، حيث ينقل المعدن على حزام يمتد على طول 100 كلم من منجم بوكراع إلى المحيط الأطلسي بحمولة قدرها 20 مليون طن في السنة، وفي ضوء المعلومات القليلة المتوفرة فان الكميات المستخرجة من بوكراع سمحت لإسبانيا بأن تكون في قائمة الدول الأولى المنتجة والمصدرة للفوسفات والأهم من هذا كله أنه في فترة قصيرة استطاعت إسبانيا الحصول على دخل يفوق 660 مليون دولار أمريكي، بربح يصل إلى 70% وقد ساعد في الحصول على هذا الربح الكبير عدة عوامل من بينها الدرجة العالية من جودة الفوسفات (أحيانا تفوق 80%) ووجوده قريبا من سطح الأرض والقرب من ساحل المحيط الأطلسي.
وقد احتفظت إسبانيا في صفقة تجارية مع المغرب لنفسها بـ 35% من أسهم شركة فوسبوكراع التي تدير الفوسفات الصحراوية للحفاظ على مصدر يمدها بالمادة الأولية من الفوسفات لحل مشكلة زراعة الحمضيات في جنوبها وإنتاج حامض الفوسفور الذي يحظى بطلب كبير في الأسواق العالمية.
والمغرب كمحتكر كبير للفوسفات لا يرغب في وجود منافس قوي كالصحراء الغربية وخصوصا عندما تكون ظروف هذا المنافس تساعده في تخفيض تكاليف الإنتاج وعرض نوعيات جيدة من الفوسفات في السوق الدولية. وكان هذا من بين الأسباب التي دفعت المغرب إلى غزو الصحراء الغربية لبسط سيطرته على منجم بوكراع متجاهلا كل القرارات الدولية الداعية لتقرير مصير الشعب الصحراوي وحقه في نيل الحرية والاستقلال.
أما المحتل الجديد – المغرب - لجزء من الصحراء الغربية هو الآخر أحاط بالسرية التامة الإحصائيات المتعلقة باستخراج الفوسفات الصحراوي. ومهما حاول المغرب من كتم للحقائق فإن التقديرات المبنية على عدد من المعلومات والإحصائيات تؤكد أن النسبة المرتفعة للكميات المستخرجة من الفوسفات الصحراوي منذ 1987 في تزايد مستمر ضمن المجموع الإنتاجي للفوسفات المغربي والحقيقة التي لا يمكن تجاهلها تتمثل في الخطة المغربية الآنية، التي تشير إلى استخراج حوالي 7 ملايين طن سنويا من الفوسفات من مناجم بوكراع، أي ما يعادل 35% من المجموع العام لإنتاج الفوسفات في المغرب، وهذه النسبة مرشحة أن تبلغ 10 ملايين طن سنويا، أي ما يقارب 50% من مجموع إنتاجه وهو ما كانت تطمح له إسبانيا وقتها، وكما هو معلوم يستخدم الفوسفات في العديد من الصناعات أهمها تحضير عنصر الفوسفور وإنتاج حمض الفوسفوريك، المستعمل في الصناعات التعدينية (الميتالورجيا)، والصناعات الحربية والغذائية والخزف والنسيج والثقاب. ويذهب معظم الفوسفات المستخرج إلى الأسمدة لرفع إنتاجية المحاصيل الزراعية، كما يستعمل في ميدان الطب. وفي كثير من رواسب الفوسفات توجد كميات من العناصر النادرة. من بين هذه العناصر يوجد اليورانيوم الذي يمكن استخراجه أثناء تحويل الفوسفات إلى أسمدة أو حمض فوسفوريك. وتحتوى خامات الفوسفات الصحراوي على 200 غرام من اليورانيوم في الطن الواحد، وفي إطار البحث عن الطاقة قامت سلطات الاحتلال المغربية في العام 1982 باستخلاص اليورانيوم من فوسفات الصحراء الغربية.
إلى جانب الثروة الفوسفاتية المكتشفة في ستة حقول (تمتد من العيون إلى الداخلة) والتي حسب بعض المراجع تقدر بـ 28,5% من الاحتياط العالمي للفوسفات فإن الأراضي الصحراوية كذلك تحتوي مواردا طبيعية أخرى ستمكن، لا محالة، البلد من احتلال مكانة هامة بين الدول التي تتوفر على احتياطات مماثلة من هذه الثروات. وبما أن هذا البحث لا يسمح لنا بالتوسع في دراسة كل الموارد المتواجدة في الصحراء الغربية بسبب ندرة المراجع المتخصصة في هذا الجانب، فإن ما سيتم تناوله ضمن هذا الموضوع لا يشكل إلا جزءً من كنوز طبيعية كبيرة حاول التكالب الاستعماري (بوجهيه: القديم – إسبانيا والحديث - المغرب) تغطية حقيقتها أكثر من قرن من الزمن. ومع ذلك فإن المعلومات المحصل عليها قد أثبتت أن أراضي الصحراء الغربية تضم احتياطات واعدة من الموارد الطبيعية، من أبرزها:
1) - وجود مناجم الحديد (ما يقارب احتياطها 4,6 مليار طن) تتراوح فيها نسبة الفلز في الخام ما بين 38 إلى 65% وهي ذات قيمة اقتصادية، فضلا عن النسبة المنخفضة من الشوائب غير المعدنية الموجودة بهذه الخامات علما أن هذه المعدلات من أكسيد الحديد تسمح بوضعها في الأفران مباشرة، مما قد يُمَكِّن من تحويل الحديد الخام إلى الحديد الزهر أو الحديد الصلب أو الفولاذ، مع العلم أن توفر الحديد بنسبة 65% يُمَكِّن من إنتاج كميات كبيرة من الصلب بدون اللجوء إلى عمليات تكرير للمعدن إضافة إلى أن التحاليل التي أجريت على هذه الخامات أثبتت اختلاطها بنسبة هامة من التيتانيوم والفاناديوم في مناجم الحديد. كما هو معلوم لهذين العنصرين أهمية بالغة في صناعات الطائرات والمركبات الفضائية والأجهزة الإلكترونية والصناعات الدقيقة ويستعملان كذلك كسبيكة مع عدد كبير من المعادن لإعطائها المتانة والصلابة ومقاومة الصدأ. فعلى سبيل المثال في منجم آغراشا وحده يمكن استخراج إلى جانب الحديد ما يقارب من 10 ملايين طن من التيتانيوم وأكثر من نصف مليون من الفاناديوم (هذا الاحتياط من الفاناديوم يضع الصحراء الغربية في الترتيب الثاني بعد جنوب إفريقيا).
2) – دراسة جديدة لمنطقة آغوينيت (تيرس) في مختبرات المناهج الفيزيائية لدراسة المعادن والرواسب المعدنية في جامعة الاستكشاف الجيولوجي في موسكو بروسيا الفيدرالية أثبتت وجود عدد من العناصر بقيم كمية ونوعية مثيرة للاهتمام خاصة أهمها: أكسيد التيتانيوم بنسبة 30% وأكسيد الزركونيوم – 30,34% وأكسيد الثوريوم – 1,04% وأكسيد النيوبيوم يقارب الواحد بالمائة، إضافة إلى وجود مجموعة من العناصر الأرضية النادرة على صورة أكاسيد بنسبة 15,76% في العينة المدروسة، منها أكسيد السيريوم وأكسيد النيوديميوم وأكسيد اللانتانم وأكسيد البرازيديوم. وللعناصر الأرضية النادرة أهمية بالغة في الصناعات الحديثة خاصة في المجالات العسكرية والإلكترونية الدقيقة وفي مجالات البرمجة والفضاء والطاقة النووية بالإضافة إلى صناعة الزجاج والسيراميك والصناعات التعدينية.
3) - وجود رواسب معتبرة من خامات النحاس في منطقتي آدرار سُطّف والساقية الحمراء وتراكيب صخرية تحتوي على الذهب في منطقة وادي الذهب، وكذلك في الحدود الجنوبية المتاخمة لمنطقة آغوييت، التي يوجد بها منجم من النحاس يحتوي على 1% من الذهب 4) - وجود مناجم أخرى (لم يحدد بعد حجم احتياطاتها ولا قيمتها التجارية) من اليورانيوم والقصدير والمنجنيز والتنجستين والكروم والمغنيزيوم والزركون… إلخ.
4) – الأحجار الكريمة وأحجار الزينة: تتوفر كميات كبيرة من الزمرد، الياقوت بكل أنواعه، حجر البنفش، مالاكيت، لازوريت، أشكال مختلفة من الكوارتز واحتياط هام من الأثمد (انتمونيوم) في أمسييد لكحل قرب العيون. وقد استخدمت هذه الموارد منذ القدم في التجميل والزينة التقليدية الصحراوية، كما تستعمل في أغراض الديكور وتجميل المكان.
5) - وجود مناجم هامة من الملح الحجري (الصخري) متفرقة في مناطق مختلفة تتميز بسهولة استخراج كميات معتبرة من الملح النقي، ناهيك عن كميات قيمة من أملاح البوتاسيوم التي يمكن استخراجها بدون تكاليف كبيرة من المحيط الأطلسي. كما أن الملح الصحراوي كان يحظى بطلب متصاعد في بعض الدول الإفريقية التي تحتاج لمادة اليود للحفاظ على صحة المواطنين وتنمية الثروة الحيوانية.
كما هو معلوم تحتضن أراضي الصحراء الغربية 42 سبخة، تشكل خزانات ضخمة للملح. في الظرف الحالي يتم استغلال 9 منها بالطرق التقليدية. من بين هذه السباخ أريدال، طاح، أم أظبع، تيسيفرين، عريظ، وغيرها وتوفر فرص عمل لأكثر من 5 آلاف عامل وتنتج ما يقارب 4,5 ملايين طن سنويا من الملح، ونورد كمثال سبخة أم أظبع التي بلغ إنتاجها حوالي 7 آلاف دولار في اليوم.
والملح هو أكثر المعادن ألفة للإنسان، حيث يستهلك كل إنسان حوالي 5 كيلوغرام في العام، كما يستعمل في المشاريع الزراعية (تجهيز الأعلاف والأسمدة وإزالة الحشائش ومبيدات حشرية وفي معالجة التربة ومشاريع إنتاج الألبان) وفي تجهيز صناعات الصابون والأصباغ ودباغة الجلود وحفظ المواد ومنع الانكماش وتجهيز المواد المزججة وصناعة التبريد وتجهيز المثلجات وصناعة تكرير الزيوت وفي المجال الطبي وصناعات الأدوية والعقاقير والمنظفات.

### الثروة السمكية الصحراوية
ليست الثروة المعدنية وحدها في الصحراء الغربية تؤلف ثروة كبيرة في البلاد، بل وكذلك الثروة البحرية أيضا تكتسي أهمية كبيرة ولها دور هام في تنمية الاقتصاد الوطني. لكنها، وللأسف الشديد، لم توظف حتى الساعة لصالح البلاد، بل شكلت روافد هامة لاقتصاديات القوى الأجنبية (الاستعمارية والمحتلة) التي سيطرت على الصحراء الغربية، ومع هذا فإن الثروة السمكية الصحراوية التي كان من المفترض أن يتمتع بها شعبها قد تعرضت وما زالت تتعرض لنهب شديد في غياب إرادة المالك الحقيقي (أي الشعب الصحراوي).
تتمتع الصحراء الغربية بواحد من أغنى السواحل بالثروة السمكية، إذ أنها تتربع على أهم وأغنى حوض سمكي في إفريقيا، تقدر مساحته بـ 150 ألف كيلومتر مربع وتؤهله الظروف المناخية والبيئية لبلوغ قدرة إنتاجية سنوية تفوق الـ10 أطنان في الكيلومتر المربع الواحد وإمكانية صيد لا تقل عن مليوني طن في السنة. وتضم هذه المياه أكـثر من 200 نوع من الأسـماك المختلفة و71 صنف من الرخويات و14 نوع من رأسيات الأرجل، بالإضافة إلى الجراد والجمبري والقشريات البحرية فضلا عن أصناف مختلفة من أنواع نادرة من الأسماك وهو ما يجعل هذه المياه مصدر دخل هام في تنمية هذا القطاع وتمويل مشاريع تساهم في تطوير الاقتصاد الوطني.
إن الاستغلال الواسع للموارد البحرية من قبل قوى أجنبية منذ زمن بعيد يدل على أهميتها وقدرتها على توفير مصادر مالية سخية لهذه الجهات التي تجاوزت أطماعها التوسعية القانون الدولي وحقوق الشعوب في تقرير مصيرها. والمشكلة الكبيرة هي أن القوى المحتلة (الاستعمارية والغازية) لم تكتف باستغلالها للثروة السمكية من جانب واحد، بل سمحت لنفسها بإعطاء تصاريح لأساطيل بحرية أجنبية أخرى للصيد في المياه الإقليمية الصحراوية، مما سبب القيام بالمزيد من التجاوزات وضاعف وتيرة استغلال هذه الثروة.
فإسبانيا التي استعمرت البلد من 1884 إلى 1976 لم تكتف وحدها باستغلال الموارد السمكية الصحراوية، بل أعطت الضوء الأخضر لعدد كبير من الأساطيل البحرية الأجنبية الأخرى للقيام بالصيد في المياه الإقليمية الصحراوية، كما أن هذه الأساطيل لم تدخر جهدا في استعمال تقنيات حديثة لصيد ما يمكن صيده من الأسماك. وبغض الطرف عن نشاط الأسطول الإسباني، الذي كان يتصرف كما يشاء في المياه الإقليمية الصحراوية، فإن المعلومات الواردة من هذه الأساطيل تؤكد اصطياد ما يقارب 1,3 مليون طن من السمك في العام 1969 وحده. أما الدخل الذي كانت إسبانيا تجنيه مقابل استغلال الموارد البحرية الصحراوية، فقد أطبق عليه تعتيم إعلامي منذ سنة 1966.
إن الاستغلال الجائر للثروة السمكية الصحراوية من طرف الاحتلال المغربي يهدد المنطقة بانقراض أنواع قيمة من هذه الموارد البحرية في مقدمتها رأسيات الأرجل (خصوصا الأخطبوط والحبار)، مما سيؤدي إلى كارثة بيئية ستضرب المنطقة رغم قرارات كل المؤتمرات الدولية التي انعقدت تحت إشراف المنظمة العالمية للتغذية والزراعة، القائلة بضرورة حماية مخزون الموارد البحرية لضمان التنمية المستدامة والمحافظة على النظام البيئي لاستمرار عطاءه سواء من الأسماك السطحية وأسماك المياه العميقة أو الأسماك المهاجرة.
حاول المغرب جاهدا التقليل من أهمية مداخيل الثروة السمكية الصحراوية، مع العلم أن شدة استغلالها بلغت أضعاف ما كانت تقوم به إسبانيا ولعل أكبر دليل على ذلك هو الارتفاع المضطرد المسجل في الكميات المصطادة من الأسماك في السنوات الأخيرة حيث أصبح يقاس في بعض الحالات بالمئات كما هو الشأن في قطاع الصيد التقليدي (مثلا في الداخلة وحدها في سنة 1995 بالمقارنة مع العام 1994 تضاعف حجم الصيد التقليدي إلى أكثر من 14 مرة وبالرغم من الطلب الكبير على رأسيات الأرجل وارتفاع الدخل الصافي من مبيعاتها (سنة 1995 سجلت ارتفاعا يقدر بـ 37,5% بالمقارنة مع 1994 فإن العاملين بالصيد التقليدي ما زالوا يعانون من تدني في مداخيلهم اليومية بسبب وضعهم أمام الأمر الواقع، الذي رسمه محتكرو هذا القطاع بحكم سيطرتهم على آلات التبريد المتوفرة بالمنطقة.
إن الأسلوب الممنهج الذي يرمي إلى استغلال الثروة البحرية الصحراوية يُظهر أن المغرب في سباق مع الوقت لحصد ما يمكن حصده قبل خروجه من الصحراء الغربية، وخصوصا بعد وقف إطلاق النار الذي تشرف عليه الأمم المتحدة منذ سبتمبر 1991. ولعل أكبر دليل على هذا هو ارتفاع وتيرة استغلال الثروة السمكية الصحراوية، التي تجاوزت أضعاف ما كانت تقوم به إسبانيا، حيث سُجِّل ارتفاع مضطرد لم يسبق له مثيل في تاريخ الصيد في المياه الصحراوية. فعلى سبيل المثال في ميدان الصيد التقليدي أصطاد المغرب في سنة 2002 في منطقة وادي الذهب وحدها ثلاثة عشر ضعف ما اصطادته إسبانيا في سنة 1975 في المياه الإقليمية الصحراوية.
أما فيما يخص الصيد الحديث فإن خطط الغزاة المغاربة تفوق كل التوقعات لاستغلال هذه الثروة، حيث يلاحظ ارتفاع سريع منذ سنة 2000 في نسبة الكميات المصطادة: في سنة 2000 تم اصطياد 900 ألف طن وفي 2002 شكل الارتفاع حوالي 66%، أما النسبة التي قدرت لعام 2004 فتصل إلى 122%، وهذا ما دعم الخزينة المغربية بـ 1,7- 2,3 مليار دولار أمريكي سنويا وإذا ما استمر المغرب على هذه الوتيرة من الاستغلال للثروة السمكية الصحراوية فإن صيد أعالي البحار سيناله ما نال رأسيات الأرجل والرخويات في منطقة وادي الذهب.
من خلال استعراض هذه الأرقام يتضح أن الأسماك في الصحراء الغربية ما زالت تحتل مركز الصدارة من حيث الكميات المصطادة ومن حيث توفير فرص العمل، لكن نتيجة الصيد المكثف والعشوائي والاستنزاف المستمر وعدم احترام فترات التكاثر الطبيعي (الراحة البيولوجية) تقلص المخزون السمكي خصوصا رأسيات الأرجل (الأخطبوط والحبار) في منطقة وادي الذهب. هذا الاستغلال المفرط للثروة السمكية سيقود المنطقة إلى خلل بيئي قد يؤدي إلى انقراض أصناف أساسية من الأسماك أغلبيتها لا تتواجد إلا في المياه الإقليمية الصحراوية. كما أن السياسة المنتهجة من قبل المغرب منذ احتلاله في العام 1975 لجزء من الصحراء الغربية أدت إلى خفض الكميات المصطادة من رأسيات الأرجل، التي وصلت إلى نتائج جد مرعبة في الآونة الخيرة. فعلى سيبل المثال لا الحصر في سنة 2003 انخفض صيد رأسيات الأرجل إلى 50% بمنطقة الداخلة، التي تعتبر أكثر المناطق ملاءمة لتكاثر الأخطبوط، كما سُجِّل اختفاء عام للأنواع الصغيرة وانقراض شبه كلي للرخويات ورأسيات الأرجل في بوجدور والعيون. وهذا النقص سينعكس مباشرة على خزينة أصبحت تعتمد بشكل شبه كلي على عائدات الأسماك الصحراوية، مما فرض على المغرب اللجوء إلى صيد الأعماق وصيد الأسماك المهاجرة لتعويض العجز وهو ما سيترتب عنه إنهاك أكبر للمخزون الطبيعي، لتُكرر من جديد القوى المحتلة للصحراء الغربية نفس السياسة، المتمثلة في عدم مراقبة الأساطيل لإجبارها على احترام «الحصص المقررة» وتجنب الأصناف التي كان من المفروض أن تترك للمحافظة على تجدد المخزون السمكي. إن الاستغلال المفرط للثروة السمكية الصحراوية المحتكرة من قبل المغرب والمستنزفة بترخيص منه من قبل أساطيل الدول المتقدمة ستكون سببا في إحداث كارثة بيئية واقتصادية بحكم انقراض بعض الأنواع البحري (رأسيات الأرجل والرخويات)، التي تعتبر العنصر الأساسي في النظام الغذائي للكثير من الأسماك. ولعل أكبر دليل على تجليات هذه الكارثة ما نشره المعهد الوطني المغربي لبحث الموارد السمكية في 2003، حيث أشار إلى انخفاض في الإنتاج البحري بالنسب التالية: الأخطبوط - 50%، الحبار – 78%، الانخفاض العام للصيد بالشبكة الكبيرة (صيد الأعماق)وصل إلى 66%.
تخضع شواطئ الصحراء الغربية لمناخ مشمس حار يساعد على نمو وتكاثر الأعشاب البحرية التي تعيش عليها الأسماك، وبفضل وقوع المنطقة تحت تأثير تيار «كناريا»، الذي يهب عليها ابتداء من شهر سبتمبر وحتى مايو من كل عام، فقد توفرت لتلك الشواطئ الشروط المثالية التي جعلتها الأغنى بالأسماك المتنوعة في العالم، حيث أنها تحتوي على مئتي صنف من الأسماك، وستين نوعا من الرخويات، إضافة إلى أجناس مختلفة من القشريات وراسيات الأرجل.
ومن أشهر أنواع الأسماك الصحراوية، هناك السلمون، والبرعان والشفس، والمارو، والابرميس والراقو، وبعض الأسماك من الطيار والتون الأبيض وأبو حريقة والقرش والحيتان.

### الثروة المائية
كشفت المسوح الجيولوجية التي أجريت على بعض مناطق الصحراء الغربية، عن وجود حوض هائل الضخامة من المياه الجوفية يزيد طوله عن 500 كلم يمتد من رأس بوجدور في الشمال حتى «امليلي» بالقرب من الداخلة.
ويمتد الساحل الصحراوي على مسافة 1200 كلم، على محاذاة الأطلسي، وهو وعر وفيه شواطئ صخرية، وكذلك العديد من المرافئ الواسعة، وتسمى المنطقة التي تلامس الساحل بـ «السويحل»، تردد الملاحون الأجانب على الساحل الصحراوي منذ القرن الخامس عشر، إذ يمتد هذا الساحل من لكويرة في أقصى الجنوب إلى الشمال، وحتى خط عرض 27,40.
ويمكن القول ان الساحل الصحراوي عبارة عن سهل ساحلي يتجه من الأطلسي إلى البر الإفريقي، ويبلغ ارتفاع حدوده الشرقية 3000 متر عن سطح البحر، ويتميز بكونه أفقي الشكل وتكثر فيه السهول الكبيرة، كما تكثر فيه المنخفضات المغطاة بالرمال التي تجلبها الرياح والتي تصلح للزراعة، بينما تنتشر الكثبان الرملية في جزئه الغربي.
إن أهم هضاب هذا الساحل، هي القعدة، الأحدب، تيرس.. كما توجد سهول مرتفعة مكونة من مواد تنتمي إلى العصر ما قبل الكمبري، نتيجة للتآكل عبر الأزمنة الغابرة، وفي المنطقة أيضا توجد سلسلة جبال مؤلفة من مواد يعود تاريخها إلى الزمن القديم.

## العطلات الرسمية
تواريخ الأعياد الدينية في الجمهورية العربية الصحراوية الديمقراطية مأخوذة طبقا للتقويم الهجري القمري.
| التاريخ       | الاسم         | المناسبة                |
| ------------- | ------------- | ----------------------- |
| ذو الحجة 10   | عيد الاضحى    | عيد التضحية             |
| شوال 1        | عيد الفطر     | نهاية رمضان             |
| ربيع الأول 12 | المولد النبوي | مولد الرسول الكريم محمد |

## دول اعترفت أو سحبت اعترافها بالجمهورية الصحراوية

خريطة للعلاقات الدبلوماسية للجمهورية العربية الصحراوية مع دول العالم.
الأراضي التي تسيطر عليها الجمهورية
دول تعترف بالجمهورية
دول "جمدت" أو "سحبت" أو "علقت" اعترافها بالجمهورية
دول لا تعترف بالجمهورية

| الدولة       | تاريخ الاعتراف | العلاقة الحالية (تجميد، الغاء، استئناف) |
| ------------ | -------------- | --- |
| مدغشقر       | 28 فبراير 1976 | تم تجميده:6 أبريل 2005 |
| بوروندي      | 1 مارس 1976    | تم تجميده:5 مايو 2006 استأنف 16 يونيو 2008, ولكن تم سحبه: 25 أكتوبر 2010. |
| الجزائر      | 6 مارس 1976    | |
| أنغولا       | 11 مارس 1976   | |
| بنين         | 11 مارس 1976   | تم تعليقه: 21 مارس 1997 . |
| موزمبيق      | 13 مارس 1976   | |
| غينيا بيساو  | 15 مارس 1976   | تم سحب الإعتراف في 2 أبريل 1997, أعيد تفعيله في 26 مايو 2009, ولكن تم سحبه: مجددا في 30 مارس 2010. <«Communique». Ministry of Foreign Affairs of Haiti. 2 de octubre de 2013. Consultado el 15 de octubre de 2013> |
| جنوب السودان | 9 يوليو 2011   | |